# AV Trias
AV Trias is een atletiekvereniging in de Nederlandse plaats Heiloo, die werd opgericht op 13 december 1965. Zowel de senioren van de mannen als de vrouwen komen in seizoen 2015/16 uit in de derde divisie. De vereniging ontstond door de fusie van drie al bestaande verenigingen, de atletiekvereniging Doves in Heiloo, de atletiekvereniging AVA in Alkmaar en de katholieke atletiekvereniging Olympus. Toen de gemeente Heiloo in 1965 een sintelbaan aanlegde, besloten de drie verenigingen om te fuseren.
In 1983 werd de accommodatie uitgebreid met een krachtcentrum. In 1991 kreeg de vereniging de beschikking over een kunststofbaan. Het huidige clubgebouw werd opgeleverd in mei 2007.

## Topsport Trias
Onderdeel van AV Trias is de topsportgroep, bestaande uit atleten uit de (inter)-nationale top. De groep staat onder leiding van Sven Ootjers en traint voornamelijk op het sportpark Het Maalwater.

## Bekende (oud-)atleten
AV Trias heeft sinds de oprichting vele succesvolle atleten als lid mogen verwelkomen, dan wel uit eigen kweek voortgebracht: 

Bij de mannen
Job Beintema, Marco Beukenkamp en Sven Ootjers.

Bij de vrouwen
Inge de Jong, Laura de Witte, Lisanne de Witte, Marja Wokke en Tineke van Wonderen.

## AV Trias Medailles bij EK's en WK's
| Jaar | Toernooi   | Onderdeel |  | Plaats | Mannen | Prestatie |  | Plaats | Vrouwen          | Prestatie  |
| ---- | ---------- | --------- |  | ------ | ------ | --------- |  | ------ | ---------------- | ---------- |
| 2017 | EK U23     | 400 m     |  |        |        |           |  | Brons  | Laura de Witte   | 52,51 s    |
| 2018 | EK Outdoor | 400 m     |  |        |        |           |  | Brons  | Lisanne de Witte | 50,77 s NR |
| 2019 | EK Indoor  | 400 m     |  |        |        |           |  | Brons  | Lisanne de Witte | 52,34 s    |

## AV Trias Medailles op NK's voor Senioren

### NK Indoor
Medailles sinds 2001
| Jaar | Onderdeel   |  | Plaats | Mannen         | Prestatie |  | Plaats | Vrouwen          | Prestatie |
| ---- | ----------- |  | ------ | -------------- | --------- |  | ------ | ---------------- | --------- |
| 2001 | 60 m horden |  | Zilver | Sven Ootjers   | 7,91 s    |  |        |                  |           |
| 2002 | 60 m horden |  | Brons  | Sven Ootjers   | 7,84 s    |  |        |                  |           |
| 2004 | 60 m horden |  | Brons  | Sven Ootjers   | 7,95 s    |  |        |                  |           |
|      | meerkamp    |  | Goud   | Sven Ootjers   | 5336 p    |  |        |                  |           |
| 2012 | 400 m       |  |        |                |           |  | Brons  | Lisanne de Witte | 54,73 s   |
| 2014 | 400 m       |  |        |                |           |  | Zilver | Lisanne de Witte | 52,62 s   |
| 2015 | 400 m       |  |        |                |           |  | Zilver | Laura de Witte   | 55,88 s   |
| 2016 | 400 m       |  |        |                |           |  | Goud   | Lisanne de Witte | 52,53 s   |
|      | 400 m       |  |        |                |           |  | Zilver | Laura de Witte   | 53,65 s   |
| 2017 | 400 m       |  |        |                |           |  | Zilver | Lisanne de Witte | 52,95 s   |
|      | 60 m horden |  | Zilver | Job Beintema   | 7,97 s    |  |        |                  |           |
| 2018 | 400 m       |  |        |                |           |  | Brons  | Laura de Witte   | 53,63 s   |
|      | 60 m horden |  | Brons  | Dave Wesselink | 8,10 s    |  |        |                  |           |
| 2019 | 200 m       |  |        |                |           |  | Goud   | Lisanne de Witte | 23,67 s   |
|      | 60 m horden |  | Zilver | Job Beintema   | 7,96 s    |  |        |                  |           |
| 2020 | 200 m       |  |        |                |           |  | Goud   | Lisanne de Witte | 23,86 s   |

### NK Baan
Medailles sinds 1983
| Jaar | Onderdeel    |  | Plaats | Mannen           | Prestatie |  | Plaats | Vrouwen          | Prestatie  |
| ---- | ------------ |  | ------ | ---------------- | --------- |  | ------ | ---------------- | ---------- |
| 1983 | 400 m horden |  | Zilver | Marco Beukenkamp | 52,31 s   |  |        |                  |            |
| 1984 | 400 m horden |  | Zilver | Marco Beukenkamp | 52,94 s   |  |        |                  |            |
| 2001 | 110 m horden |  | Brons  | Sven Ootjers     | 13,86 s   |  |        |                  |            |
| 2010 | 5000 m       |  |        |                  |           |  | Brons  | Inge de Jong     | 16.39,86 s |
| 2011 | 400 m        |  |        |                  |           |  | Brons  | Lisanne de Witte | 54,59 s    |
| 2012 | 400 m        |  |        |                  |           |  | Zilver | Lisanne de Witte | 54,33 s    |
| 2013 | 400 m        |  |        |                  |           |  | Zilver | Lisanne de Witte | 52,92 s    |
| 2015 | 400 m        |  |        |                  |           |  | Zilver | Lisanne de Witte | 52,75 s    |
|      | 400 m        |  |        |                  |           |  | Brons  | Laura de Witte   | 53,82 s    |
|      | 800 m        |  |        |                  |           |  | Goud   | Lisanne de Witte | 2.05,89 s  |
| 2016 | 400 m        |  |        |                  |           |  | Goud   | Lisanne de Witte | 53,12 s    |
|      | 400 m        |  |        |                  |           |  | Zilver | Laura de Witte   | 53,47 s    |
|      | 110 m horden |  | Zilver | Job Beintema     | 14,11 s   |  |        |                  |            |
| 2017 | 400 m        |  |        |                  |           |  | Goud   | Lisanne de Witte | 52,12 s    |
| 2018 | 400 m        |  |        |                  |           |  | Zilver | Lisanne de Witte | 52,22 s    |
|      | 400 m        |  |        |                  |           |  | Brons  | Laura de Witte   | 52,90 s    |
|      | 110 m horden |  | Brons  | Job Beintema     | 14,18 s   |  |        |                  |            |
| 2019 | 400 m        |  |        |                  |           |  | Goud   | Lisanne de Witte | 52,29 s    |
|      | 110 m horden |  | Goud   | Job Beintema     | 14,27 s   |  |        |                  |            |
|      | 110 m horden |  | Brons  | Dave Wesselink   | 14,79 s   |  |        |                  |            |

### Overige NK's
Medailles sinds 2009
| Jaar | Onderdeel         |  | Plaats | Mannen          | Prestatie |  | Plaats | Vrouwen      | Prestatie  |
| ---- | ----------------- |  | ------ | --------------- | --------- |  | ------ | ------------ | ---------- |
| 2009 | NK Halve marathon |  |        |                 |           |  | Zilver | Inge de Jong | 1:16.12 s  |
| 2010 | NK 10.000 m       |  |        |                 |           |  | Goud   | Inge de Jong | 36.17,39 s |
| 2010 | NK Halve marathon |  |        |                 |           |  | Brons  | Inge de Jong | 1:18.02 s  |
| 2010 | NK Marathon       |  |        |                 |           |  | Zilver | Inge de Jong | 2:40.55 s  |
| 2011 | NK Lange cross    |  |        |                 |           |  | Zilver | Inge de Jong | 30.27 s    |
| 2016 | NK Halve marathon |  |        |                 |           |  | Goud   | Inge de Jong | 1:15.24 s  |
| 2016 | NK Lange cross    |  |        |                 |           |  | Brons  | Inge de Jong | 28.50 s    |
| 2018 | NSK Baan 400m     |  | Zilver | Owen Westerhout | 49,98 s   |  |        |              |            |
|      | NSK Teams 300m    |  | Goud   | Owen Westerhout | 35,99 s   |  |        |              |            |
| 2019 | NSK Indoor 400m   |  | Goud   | Owen Westerhout | 49,45 s   |  |        |              |            |
|      | NSK Baan 400m     |  | Zilver | Owen Westerhout | 49,81 s   |  |        |              |            |